# نوک‌شاخ خاکستری سری‌لانکایی
 نوک‌شاخ خاکستری سری‌لانکایی (نام علمی: Ocyceros gingalensis) نام یک گونه از تیره نوک‌شاخ است.